# 中国人民大学新闻学院

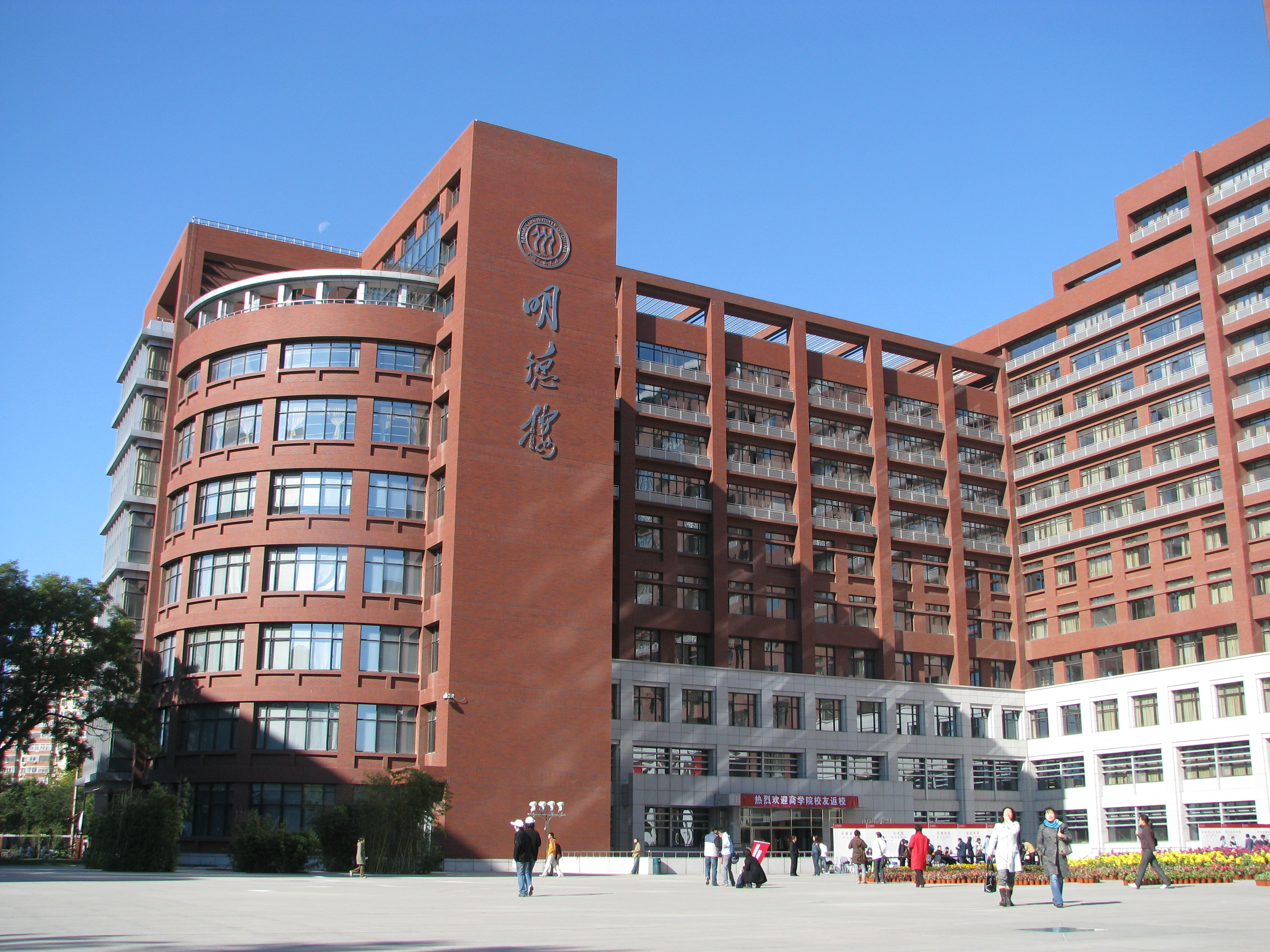
人大新闻学院所在地——明德楼

中国人民大学新闻学院（英文：SCHOOL OF JOURNALISM AND COMMUNICATION RENMIN UNIVERSITY OF CHINA）前身是中国人民大学新闻系，成立于1955年，是中华人民共和国成立后中国共产党和中华人民共和国政府领导创办的第一家新闻教育机构。创办于1924年(民国13年)的燕京大学新闻系于1952年并入北大新闻专业后于1958年并入中国人民大学新闻系。自此从1950年代末开始，新闻系集人大、燕大和北大三所大学新闻教育力量于一体。1988年，新闻系改名为新闻学院。
该学院于1978年开始招收硕士研究生，1981年设立硕士点，1984年设立博士点，是中华人民共和国国内最早开展新闻学硕士和博士教育的两所院系之一。2004年、2009年，中华人民共和国教育部一级学科评估，中国人民大学新闻传播学科综合实力蝉联本学科全国第一。
此学院现任院长为赵启正教授，执行院长为郭庆光教授。学院现有新闻学、广播电视学、广告学、传播学4个本科专业，新闻学、传播学、传媒经济学和广播电视学4个硕士学位点，新闻学、传播学、传媒经济学、广播电视学4个博士学位点，新闻传播学博士后流动站。
该学院分为5个部系，分别是：新闻系、传播系、广播电视系（成立于1985年）、广告与传媒经济系（成立于2009年）和新闻史论教学研究部（成立于2009年）。